# Ngong Hills
Els Ngong Hills (de l'anglès, Turons Ngong) són uns turons sobre una cresta que es troba a la Gran Vall del Rift, situats al sud-oest i prop de Nairobi, al sud de Kenya.
La paraula «Ngong» prové del maasai «emuny enkong'u», que significa la font del rinoceront, el nom d'una font situada a prop de la ciutat de Ngong.

## Topografia
Al vessant est dels Ngong Hills hi ha vistes del Nairobi National Park (Parc Nacional de Nairobi) i, cap al nord, la ciutat de Nairobi. Al vessant oest hi ha un desnivell de més de 1.000 metres, amb vistes a la Gran Vall del Rift i de les aldees massais.
Hi ha un parc eòlic a la part nord dels turons.
El cim més alt dels Ngong Hills està a 2460 metres sobre el nivell del mar.
Hi ha un sender per caminar al llarg dels cims dels Ngong Hills. Kenya Forestry Service (Servei Forestal de Kenya) té una petita cabana al peu nord-est del parc. Hi ha una quota de 600 KSH per als visitants.
De vegades, els residents locals han realitzat els serveis religiosos dominicals al pic sud, amb vistes sobre el Gran Vall del Rift.

## Curiositats
- Durant els anys de domini colonial britànic, l'àrea al voltant dels Ngong Hills era una important regió agrícola dels colons, i encara es veuen a la zona moltes cases colonials tradicionals.

- En la pel·lícula Out of Africa (Memòries d'Àfrica) de 1985, els quatre pics dels Ngong Hills apareixen al fons de diverses escenes prop de la casa de Karen Blixen. Els residents locals diuen haver vist lleons als turons durant la dècada de 1990.

- La tomba solitària de Denys Finch Hatton, marcada per un obelisc i un jardí, es troba al vessant oriental dels Ngong Hills, amb vistes al Parc Nacional de Nairobi.

- El 24 de maig de 1978 va ser assassinat Bruce MacKenzie, Ministre d'Agricultura de Kenya, quan va exclatar una bomba de rellotgeria ficada al seu avió mentre volava per sobre els Ngong Hill en un vol cap a Entebbe, Uganda,[4][5][6] després que Idi Amin, president d'Uganda, ordenés a uns agents assassinar MacKenzie.[5][6][7][8]